# Bahnhof Minami-Wakkanai
Der Bahnhof Minami-Wakkanai (jap. 南稚内駅, Minami-Wakkanai-eki) ist ein Bahnhof auf der japanischen Insel Hokkaidō. Er befindet sich in der Unterpräfektur Sōya auf dem Gebiet der Stadt Wakkanai.

## Verbindungen

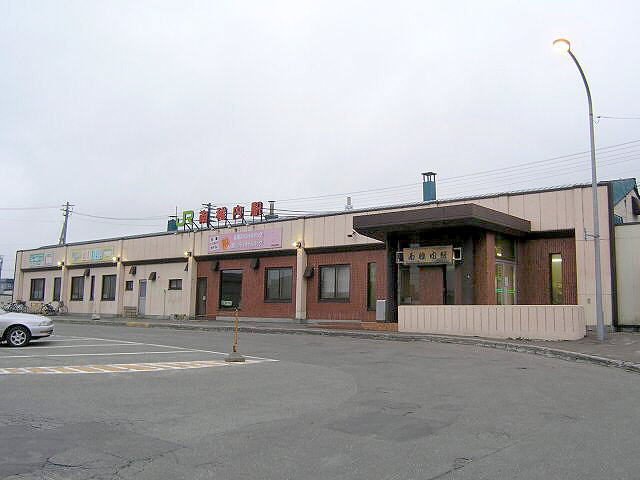
Minami Wakkanai Station Bahnhofsplatz

Minami-Wakkanai ist ein Zwischenbahnhof und früherer Trennungsbahnhof an der Sōya-Hauptlinie. Diese führt von Asahikawa über Nayoro nach Wakkanai und wird von der Gesellschaft JR Hokkaido betrieben. Sämtliche hier verkehrenden Züge halten an diesem Bahnhof. Täglich verbinden zwei Schnellzugpaare Super Sōya (bestehend aus Neigetriebwagen) die Präfekturhauptstadt Sapporo mit Asahikawa und Wakkanai. Hinzu kommt einmal täglich der aus konventionellem Rollmaterial zusammengesetzte Sarobetsu auf derselben Verbindung. Regionalzüge verkehren dreimal täglich von Wakkanai nach Otoineppu. Auf dem Bahnhofsvorplatz befindet sich eine Bushaltestelle, die von einer Stadtbuslinie der Gesellschaft Sōya Bus bedient wird.

## Anlage
Der Bahnhof liegt südlich des Stadtzentrums und ist von Südosten nach Nordwesten ausgerichtet. Er besitzt drei Gleise, die alle dem Personenverkehr dienen. Sie liegen am Hausbahnsteig und an einem überdachten Mittelbahnsteig, der durch eine gedeckte Überführung mit dem Empfangsgebäude an der Nordostseite der Anlage verbunden ist. Bis 1952 befand sich der Bahnhof Minami-Wakkanai knapp einen Kilometer weiter nordwestlich. Es handelte sich dabei um einen Kopfbahnhof mit einem Durchgangsgleis an der Seite. Von den einst weitläufigen Abstell- und Güteranlagen ist kaum noch etwas erhalten geblieben, da das Gelände mittlerweile zum größten Teil überbaut wurde. Weiterhin genutzt werden zwei Depots mit je zwei Gleisen, das eine zum Abstellen von Zügen und das andere für Bahndienstfahrzeuge. Darüber hinaus existiert eine nicht mehr verwendete Drehscheibe.

Gleispläne des Bahnhofs Minami-Wakkanai
1924
1941
1975

## Linien
| Verlauf der Sōya-Hauptlinie |
| --- |
| Asahikawa • Asahikawa-Yojō • Shin-Asahikawa • Nagayama • Kita-Nagayama • Pippu • Ranru • Shiokari • Wassamu • Kembuchi • Shibetsu • Tayoro • Mizuho • Fūren • Nayorokōkō • Nayoro • Nisshin • Chiebun • Chihoku • Bifuka • Teshiogawa-Onsen • Sakkuru • Otoineppu • Osashima • Saku • Teshio-Nakagawa • Toikambetsu • Nukanan • Onoppunai • Minami-Horonobe • Horonobe • Shimonuma • Toyotomi • Kabutonuma • Yūchi • Bakkai • Minami-Wakkanai • Wakkanai |

## Geschichte

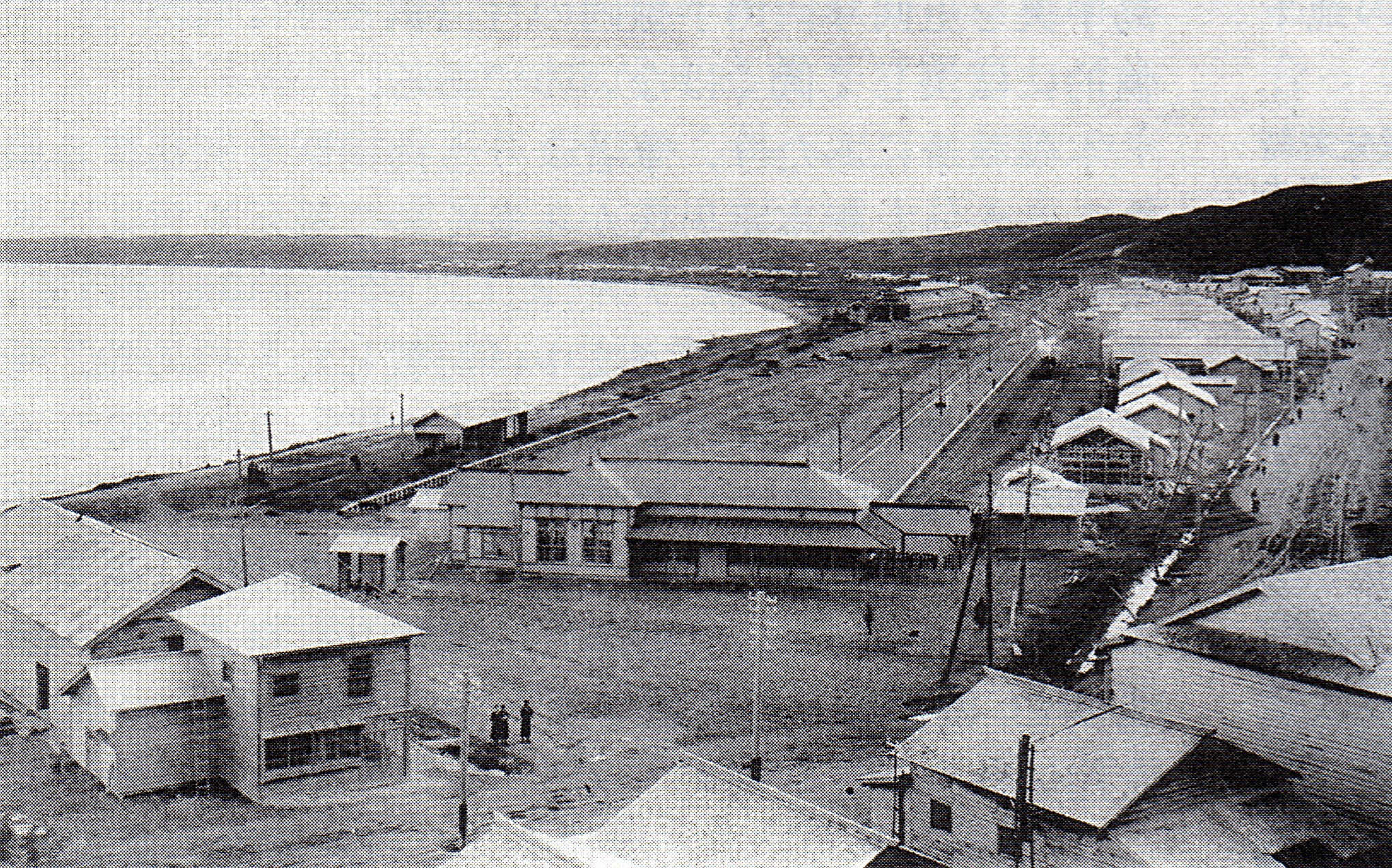
Bau des Kopfbahnhofs (vor 1922)

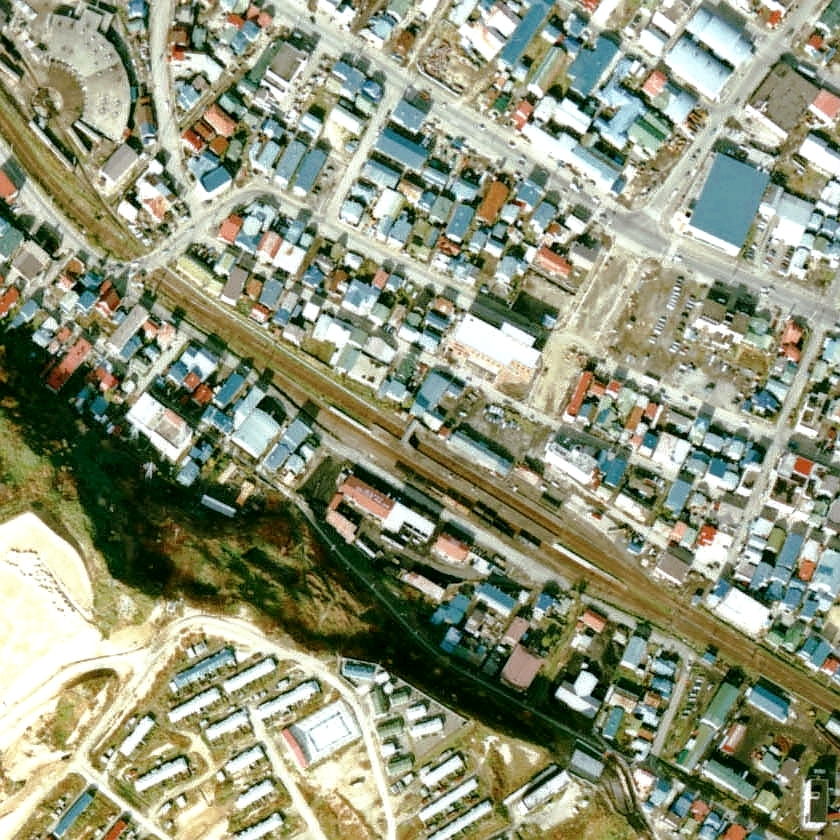
Luftansicht (1977)

Ab 1896 bauten die staatliche Gesellschaft Hokkaidō Kansetsu Tetsudō und später das Eisenbahnministerium an der Sōya-Hauptlinie. Einerseits sollte der noch kaum besiedelte Norden Hokkaidōs erschlossen werden, andererseits eine leistungsfähige Verbindung zur Präfektur Karafuto auf der damals japanischen Südhälfte der Insel Sachalin entstehen. Bis zur Vollendung des Projekts verging mehr als ein Vierteljahrhundert. Der letzte Abschnitt der Sōya-Hauptlinie nördlich von Otoineppu wurde zurückgestellt. Stattdessen entstand ab 1912 zunächst eine Alternativroute entlang des Ochotskischen Meeres, die Tenpoku-Linie. Deren letztes Teilstück zwischen Onishibetsu und dem Stadtrand von Wakkanai ging am 1. November 1922 in Betrieb. Am 1. Mai 1923 richtete das Eisenbahnministerium eine Fährlinie über die La-Pérouse-Straße nach Ōdomari (heute Korsakow) an der Südspitze Sachalins ein.
Die Bahnstrecke endete in einem Kopfbahnhof mit sieben (später acht) Gleisen, die Entfernung zum Schiffsanleger betrug ungefähr zwei Kilometer. Fahrgäste nach Sachalin mussten sich zu Fuß zur Fähre begeben, während Güter in Karren transportiert wurden. Mittlerweile hatten die Arbeiten am noch fehlenden Teil der Sōya-Hauptlinie begonnen. Das Teilstück in Richtung Süden nach Kabutonuma wurde am 25. Juni 1924 eröffnet, zwei Jahre später war die Strecke vollendet und die nördlichste Stadt Hokkaidōs somit auf zwei verschiedenen Routen erreichbar. Um die Umsteigebeziehungen zu verbessern, beschloss das Eisenbahnministerium, die Sōya-Hauptlinie vom Stadtrand zu einem neuen Bahnhof in Hafennähe zu verlängern. Die Eröffnung der Teilstücks zum Hafenbahnhof Wakkanai-minato erfolgte am 26. Dezember 1928. Die Verlängerung war wegen Platzmangels als Zweigstrecke errichtet worden, weshalb Züge nach einem Halt im Kopfbahnhof zurücksetzen und danach auf dem einzigen Durchfahrtsgleis daran vorbeifahren mussten.
Am 1. Februar 1939 erhielt der Kopfbahnhof Wakkanai die neue Bezeichnung Minami-Wakkanai, während man den bisherigen Namen auf den Hafenbahnhof übertrug. Die ab 1949 zuständige Japanische Staatsbahn verlegte den Bahnhof Minami-Wakkanai um etwa einen Kilometer nach Süden in die Nähe der Verzweigung von Sōya-Hauptlinie und Tenpoku-Linie. Sie eröffnete den neuen Durchgangsbahnhof am 6. November 1952 und gab den Kopfbahnhof auf, was die Betriebsabläufe deutlich vereinfachte. Aus Kostengründen stellte die Staatsbahn am 1. April 1983 den Güterumschlag ein, am 14. März 1985 auch die Gepäckaufgabe. Im Rahmen der Staatsbahnprivatisierung ging der Bahnhof am 1. April 1987 in den Besitz der neuen Gesellschaft JR Hokkaido über. Diese legte am 1. Mai 1989 die Tenpoku-Linie still.